# Dawid Friedländer (budowniczy)

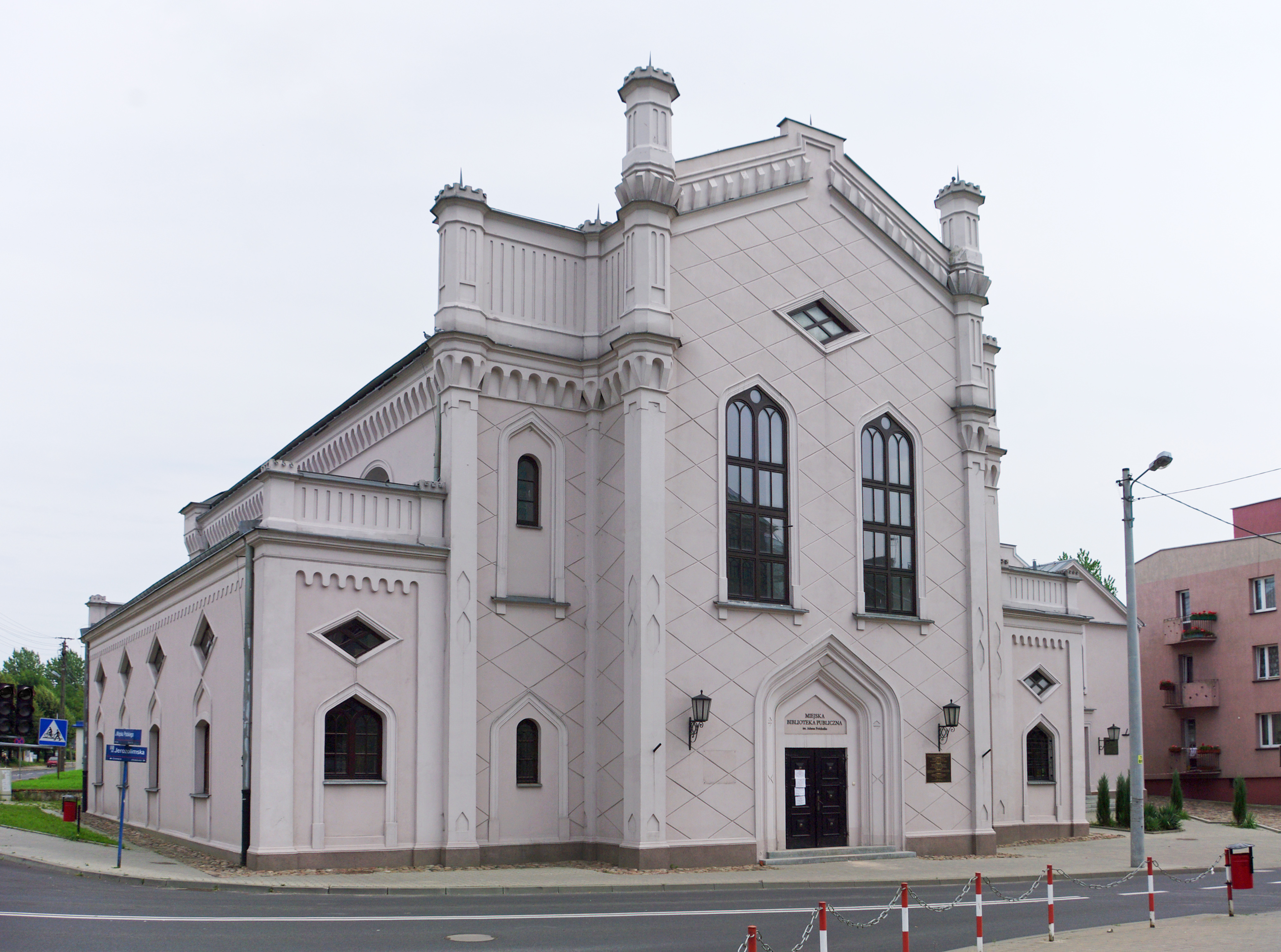
Wielka Synagoga w Piotrkowie Trybunalskim zbudowana przez Dawida Friedländera (widok współczesny, po przebudowach)

Dawid Friedländer, Dawid Friedlender (ur. w XVIII w., zm. w XIX w.) – żydowski budowniczy, rzeźbiarz i malarz czynny na przełomie XVIII/XIX w. w Polsce. 
Przypuszcza się, że pochodził z Niemiec. Zbudował synagogi w Wyszogrodzie, Grójcu (obie w k. XVIII w.) oraz Piotrkowie Trybunalskim (1816), był też twórcą ich wystroju (polichromii i wystroju rzeźbiarskiego wyszogrodzkiej bożnicy, przy czym autorstwo Friedländera nie jest całkiem pewne w przypadku tych zdobień; polichromii w Grójcu i rzeźbień w Piotrowie). Był także autorem mauzoleum Bera Sonnenberga (po 1822) na warszawskim kirkucie na Woli oraz nagrobka Szmula Zbytkowera na kirkucie na Bródnie. 